# Kōta Yanagisawa
Kōta Yanagisawa (japanisch 柳澤 宏太 Yanagisawa Kōta; * 8. April 1982 in der Präfektur Gunma) ist ein ehemaliger japanischer Fußballspieler.

## Karriere
Yanagisawa erlernte das Fußballspielen in der Universitätsmannschaft der Tokai-Universität. Seinen ersten Vertrag unterschrieb er 2005 bei Thespa Kusatsu. Der Verein spielte in der zweithöchsten Liga des Landes, der J2 League. Für den Verein absolvierte er zwei Ligaspiele.